# حقوق الإنسان في آسيا
يشمل موضوع حقوق الإنسان في آسيا عددًا كبيرًا من البلدان والمنظمات الحكومية الدولية والمنظمات غير الحكومية. تساهم كل هذه المؤسسات في عدد متنوع من الخدمات والرؤى المتعلقة بحقوق الإنسان، وتغطي مواضيع تشمل إنفاذ حقوق الإنسان في آسيا ومراقبتها وانتقادها. لا وجود لهيئة واحدة تغطي جميع جوانب حقوق الإنسان في آسيا، باعتبارها منطقة متنوعة وواسعة بحاجة إلى عدد من المؤسسات لمراقبة العناصر العديدة التي ينطوي عليها موضوع حقوق الإنسان بالشكل الصحيح. كانت هناك انتقادات عديدة لحقوق الإنسان في آسيا عبر التاريخ، ولكن تسعى عدة معاهدات جديدة واتفاقيات اليوم لتحقيق مستوى من حقوق الإنسان يوافق المعايير العالمية.
تُراقَب حقوق الإنسان في آسيا من قبل الكثير من المنظمات (الحكومية وغير الحكومية)، ومنها اللجنة الحكومية الدولية التابعة لرابطة أمم جنوب شرق آسيا وهيومان رايتس ووتش. يختلف مستوى تسامح هذه المنظمات بين دولة وأخرى، وتشهد البرامج الطوعية بين الحكومية تعاونًا حكوميًا أكبر مقارنةً بما تتلقاه المنظمات غير الحكومية.
تزايدت كمية الانتقادات الموجهة إلى الدول الآسيوية بشكل كبير في العقود الأخيرة، إذ يدعو الكثير من المدافعين عن حقوق الإنسان إلى رفع مستوى الشفافية وزيادة الضغط الدولي على الدول الآسيوية لمنع ارتكاب انتهاكات حقوق الإنسان فيها. إلا أن هذه الدعوات لم تلق استجابة، إذ يجد المجتمع الدولي صعوبة متزايدة في تحدي تصرفات القوى الآسيوية المتصاعدة وخاصة الصين. فيما تقدم الدول شكاوى صامتة إلى حد ما، تستمر المنظمات غير الحكومية بتسمية ووصم الدول التي أثبتت أنها مذنبة بانتهاكات لحقوق الإنسان.

## تاريخ حقوق الإنسان في آسيا

### جنوب شرق آسيا
لم تتبن دول جنوب شرق آسيا عبر التاريخ تعريف حقوق الإنسان الموجود في أوروبا وأمريكا الشمالية. أول علامة على الاعتراف بحقوق الإنسان جاءت عبر الإعلان العالمي لحقوق الإنسان الذي قدمته الأمم المتحدة، إلا أنه لم يكن ملزمًا وبالتالي لم يُنفُذ. صدقت على الإعلان العالمي لحقوق الإنسان 51 دولة فقط وهي الدول الأعضاء في الأمم المتحدة في ذلك الوقت، الكثير من دول جنوب شرق آسيا لم تكن قد حصلت على العضوية في الأمم المتحدة بعد. فكرة حقوق الإنسان المتمركزة أساسًا في الغرب لم تتخلل بأي شكل جنوب شرق آسيا، بل كان المعاكس الإيديولوجي لحقوق الإنسان هو الصحيح: لم تكن هناك توقعات بالمعاملة المتساوية بناءً على الحالة الاجتماعية الاقتصادية والثقافية والدينية وما إلى ذلك.
في سنغافورة، ما زالت بعض الحريات الأساسية مقيدة كحرية التجمع، وما زال أي نوع من اللقاءات منظمًا بشكل كبير ويتطلب تصريحًا من الشرطة في حال تجمع شخص واحد أو أكثر. التجمعات العامة لأي سبب مقيدة بشكل أكبر من قبل الحكومة السنغافورية، فقد ألغيت الكثير من الأحداث في التاريخ الحديث بحجة «قانون النظام العام». ترفض سنغافورة بانتظام الطلبات المقدمة إلى الشرطة للحصول على التصريح بالتجمعات «الموجهة إلى هدف سياسي». حافظت سنغافورة على عقوبة الإعدام واستخدمتها مرات عدة عبر التاريخ، لا سيما في القضايا الجنائية المتعلقة بالمخدرات. غالبًا ما تجري عمليات الإعدام بسرعة نسبية بعد الإدانة، ولا تحظى بالشفافية على الإطلاق. شهد مجتمع الميم في سنغافورة قيودًا شديدة عبر التاريخ، كالسياسة القديمة في تجريم العلاقات المثلية وهي سياسة ما زالت سارية حتى اليوم.
لإندونيسيا تاريخ طويل في ارتكاب انتهاكات عديدة لحقوق الإنسان وقد أفلتت هذه الجرائم من العقاب. الكثير من أفراد قوات الأمن الإندونيسية مسؤولون عن ارتكاب انتهاكات لحقوق الإنسان، بما فيها الاغتصاب والضرب والاحتجاز غير القانوني وما إلى ذلك. ولم يمثلوا أمام العدالة، الإعلام الإندونيسي الذي تصفه الحكومة بأنه «إعلام حر» يعاني من أساليب التهديد التي تستخدمها شخصيات هامة في الحكومة ويستخدمها أصحاب الأعمال، وقد لقي الكثير من الصحفيين السجن بسبب اتهامهم بانتهاك قوانين التشهير الجنائي والمدني. شكلت الحرية الدينية مشكلة في إندونيسيا لكثير من السنوات، على الرغم من أن دستورها يملي الحرية الدينية التامة (الحرية/التسامح). وُجدت القيود القانونية على أي دين باستثناء الأديان الستة الخاضعة للعقوبات بشكل رسمي لعقود وليس من المتوقع أن تُرفع في وقت قريب. ما زالت قوانين العمل في إندونيسيا قاسية، تتعرض مئات الآلاف من الفتيات الإندونيسيات للعمل الجبري. يُمنع هؤلاء الأطفال من مغادرة أماكن عملهم ويتعرضون للأذى النفسي والجسدي والجنسي.

### آسيا الوسطى
حظيت حقوق الإنسان في آسيا الوسطى باهتمام أقل من وسائل الإعلام في السنوات الأخيرة مقارنة بالعقود السابقة، بعد اندلاع الصراع مع القوى الغربية، لكن هذا لا يعني أن المنظمات الدولية الحكومية وغير الحكومية تتجاهلها تمامًا. كان الاهتمام المحلي بتبني حقوق الإنسان والتمسك بها ضئيلاً نسبياً، إذ اختارت المنظمات الحكومية الدولية مثل اتحاد آسيا الوسطى التركيز على قضايا أخرى كالأمن والتنمية الاقتصادية والانتشار الثقافي.
وبالرغم من ذلك، من المهم أن نتذكر أن مواطني آسيا الوسطى يعانون من قضايا انتهاكات حقوق الإنسان. قامت هيومن رايتس ووتش بجمع الكثير من التقارير بهدف لفت الانتباه إلى حقيقة أن أفغانستان ما زالت في حالة صراع، وتعني رؤية بقاء عدد القتلى من المواطنين مرتفعًا أو يزداد ببطء أن السلامة العامة للمواطنين في أفغانستان هي أمر غير يقيني، بالإضافة إلى انتهاكات حقوق الإنسان بما في ذلك التعذيب والاحتجاز غير القانوني وما إلى ذلك من قبل الحكومة وغيرها من الجماعات التي لا يُجرى التحقق في أمرها. انتهاكات حقوق الإنسان هذه موجودة في أفغانستان خلال التاريخ الحديث ولا تزال قائمة اليوم. علاوة على ذلك، توجد الكثير من حالات الاعتداء الجنسي في جميع أنحاء أفغانستان، ولكنها في أغلب الأحيان، لا تلقى سوى القليل جدًا من الاهتمام الحكومي (إن وجد)، بل العكس هو الصحيح: غالباً ما تأمر الحكومة الأفغانية بإجراء «فحوصات البكارة» على النساء والتي تعد أساسًا اعتداء جنسيًا أو إهانة من قبل الحكومة.
بالنظر إلى الوضع في قيرغيزستان، لقيت حقوق الإنسان القليل جدًا من التحسينات ضمن الدولة في عام 2017، مع اعتراف الحكومة بقضايا كالتعذيب باعتبارها مشكلة تواجهها، إلا أنها لا تقوم بأي إجراء فعال لمكافحتها. تُعتبر انتهاكات حقوق الإنسان مثل التعذيب أدوات استجواب فعلية ومن المحتمل أن الحكومة وقوات الشرطة يستخدمانها. سجلت السلطات في قيرغيزستان 199 شكوى تعذيب في عام 2015، ونظرت في 34 حالة منها فقط.
من الإجراءات القيرغيزية الأخرى المثيرة للشكوك، اقتراح منتصف يونيو بحجب وسائل الإعلام الأجنبية لتجنب التغطية الدولية السيئة، لقيت هذه التعديلات الدستورية تنديدًا شديدًا من قبل الصحفيين المحليين والدوليين.
كازاخستان هي بلد آخر في آسيا الوسطى كانت لديه مشاكل في التاريخ الحديث بما يتعلق بانتهاكات حقوق الإنسان. أدانت هيومن رايتس ووتش الحكومة الكازاخستانية باحتجاز وسجن متظاهرين سلميين في عام 2016، وانتهاكات أخرى كتقييد الحركة والتعذيب الذي يُشتبه أيضًا بارتكابه عقب الاحتجاز. انتشرت مظاهرات المطالبة بالأرض خاصة في الآونة الأخيرة، وأدت الاحتجاجات السلمية إلى نزاع عنيف بين الناشطين والقوات الحكومية. بررت حكومة كازاخستان ردود فعلها العنيفة بالإشارة إلى القوانين المحلية التي تجرد مواطنيها من حقوقهم الإنسانية في التجمع وإنشاء الجمعيات، لكنها قالت إن إلغاء الحقوق تعرض لانتقادات شديدة من جانب الأمم المتحدة والاتحاد الأوروبي وهيومن رايتس ووتش.
تشترك بلدان وسط آسيا الأخرى فيما بينها بأوضاع مماثلة فيما يتعلق بانتهاكات حقوق الإنسان وعدم وجود تحركات لتصحيح هذه الانتهاكات.

### جنوب آسيا
يشمل جنوب آسيا بنغلاديش وبوتان والهند وجزر المالديف ونيبال وباكستان وسريلانكا، ولكل دولة درجات متفاوتة من سياسات و/أو أهداف حقوق الإنسان الفعالة. شهدت هذه المنطقة من آسيا بعض التحسينات المثيرة فيما يتعلق بحقوق الإنسان في السنوات الماضية ولكن لا يزال أمامها مُتسع للتحسين، خاصة في أنواع حقوق الإنسان كحقوق الطفل أو حقوق المرأة. تضمنت بعض التحسينات في السنوات الأخيرة عددًا من الاتفاقيات والإعلانات لمواجهة معدل زواج الأطفال في بنغلاديش لكونه المعدل الأعلى في العالم. استمرت الكثير من حالات المطاردة والاعتداء الجنسي والاغتصاب في بنغلاديش في السنوات الأخيرة وما زال عدد الحالات المبلغ عنها يزداد سنوياً. خطت التوجهات الجنسية والجنسانية خطوات كبيرة إلى الأمام في جنوب آسيا مؤخرًا، إذ اعتُرف رسميًا بوجود جنس ثالث «هيجراس» ودخل الاعتراف حيز التنفيذ، ظلت السياسات المتعلقة بالجنس الثالث والعلاقات الجنسية المثلية راكدة إلى حد ما، وكان تنفيذ الأهداف الحالية بطيئًا نسبيًا إضافة إلى تباطؤ القواعد أو القوانين المرتقبة. ما زالت حالات الاختفاء الجبري أو غير الطوعي مشكلة في جنوب آسيا، مع الرفض المستمر لطلبات الأمم المتحدة بالتحقيق، وتجاهل تصريحات هيومن رايتس ووتش.